# Halle de La Côte-Saint-André
La halle est un monument historique situé à La Côte-Saint-André dans le département de l'Isère, en région Auvergne-Rhône-Alpes.
L'édifice, datant du XIIIe siècle est situé dans le centre de la commune. À l'instar de nombreux autres bâtiments de la ville, il a bénéficié d'un classement au titre des monuments historiques le 23 avril 1925.

## Situation et accès

### Situation
La halle est située place de la Halle, au cœur du bourg ancien de La Côte-Saint-André et à proximité immédiate de l'hôtel de ville, non loin du château (auquel on peut accéder directement par un escalier monumental) et du musée Hector-Berlioz . Le site est libre d'accès.
L'immeuble datant du XVIe siècle, situé en face de la Halle et plus précisément au 22 de la place de la Halle, est partiellement inscrit au titres des monuments historiques par arrêté du 14 mars 1977 pour ses façades et ses toitures.

### Accès
L'accès à ce monument est libre :
à pied
La halle est accessible aux piétons depuis n'importe quel point de la commune.
par les transports publics
La halle, située dans le centre historique est desservie par le réseau interurbain de l'Isère connu sous l'appellation locale Transisère qui relie la ville de La Côte-Saint-André aux autres villes de l'Isère.

## Historique
Selon l'historien local, Alexandre Moulin, cette halle date de la fin du XIIIe siècle. 
Au XXIe siècle, elle bénéficie d'un entretien régulier de la part de la commune, propriétaire de l'édifice et abrite encore le marché chaque jeudi matin .

## Description
Cette halle, installée sur une grande place de forme octogonale, partiellement mitoyenne d'un petit immeuble, est constituée d'un seul corps dont la voûte est une charpente en bois. L'édifice présente un toit aménagé de tuiles rondes agrémenté de lucarnes. Une fontaine est présente à l'ouest de l'édifice, celle-ci faisant face au côté oriental du bâtiment de l'hôtel de ville de La Côte-Saint-André.
D'une dimension de 76 mètres de longueur sur environ 29 mètres de largeur, cette halle est un des plus vastes de la France médiévale encore intacte au XXIe siècle. La toiture, à quatre pans, est faite de bois de charpente de la région.

Quelques vues de la Halle de La Côte-Saint-André en 2019
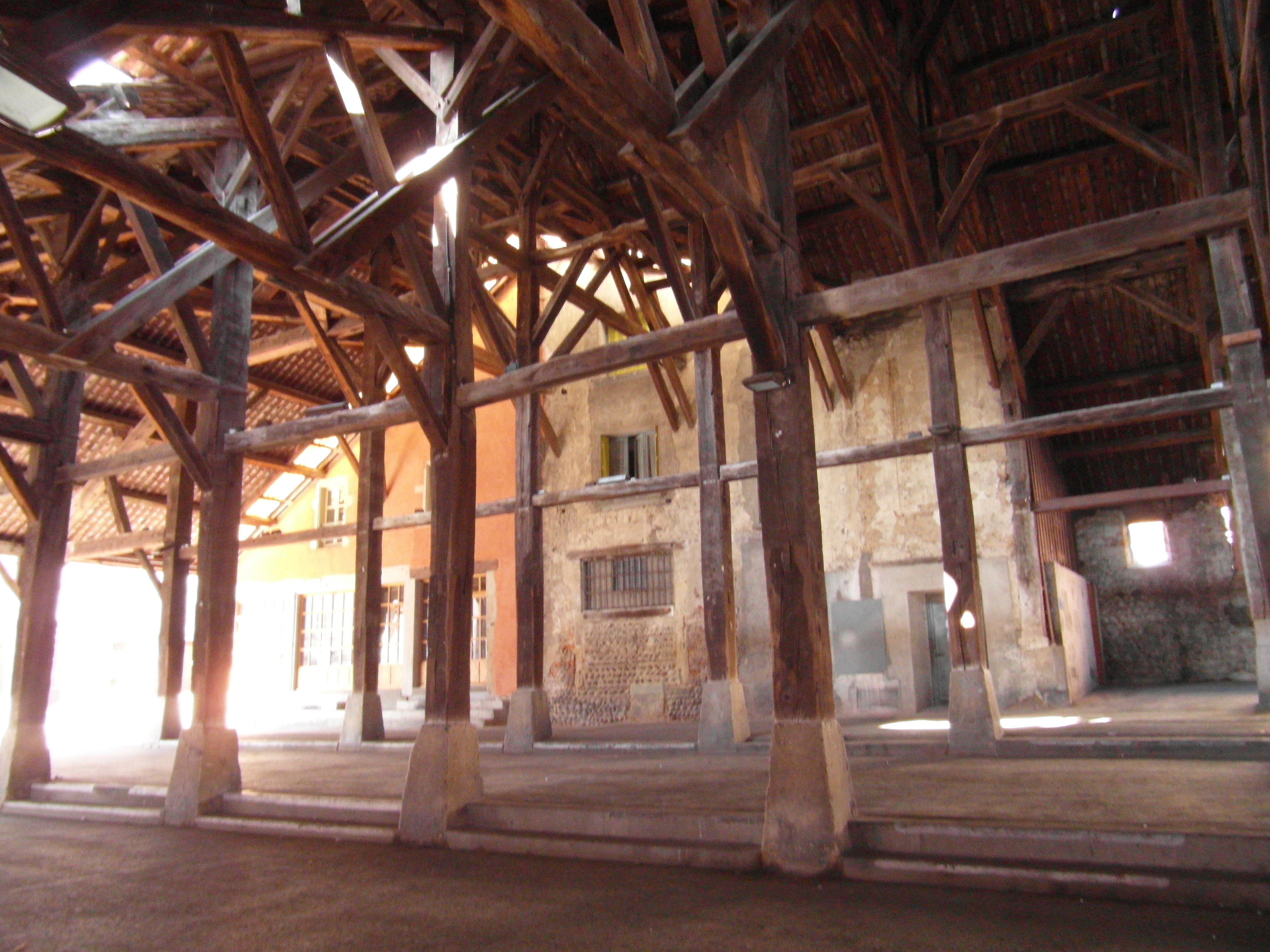
La Halle de La Côte-Saint-André Vue intérieure
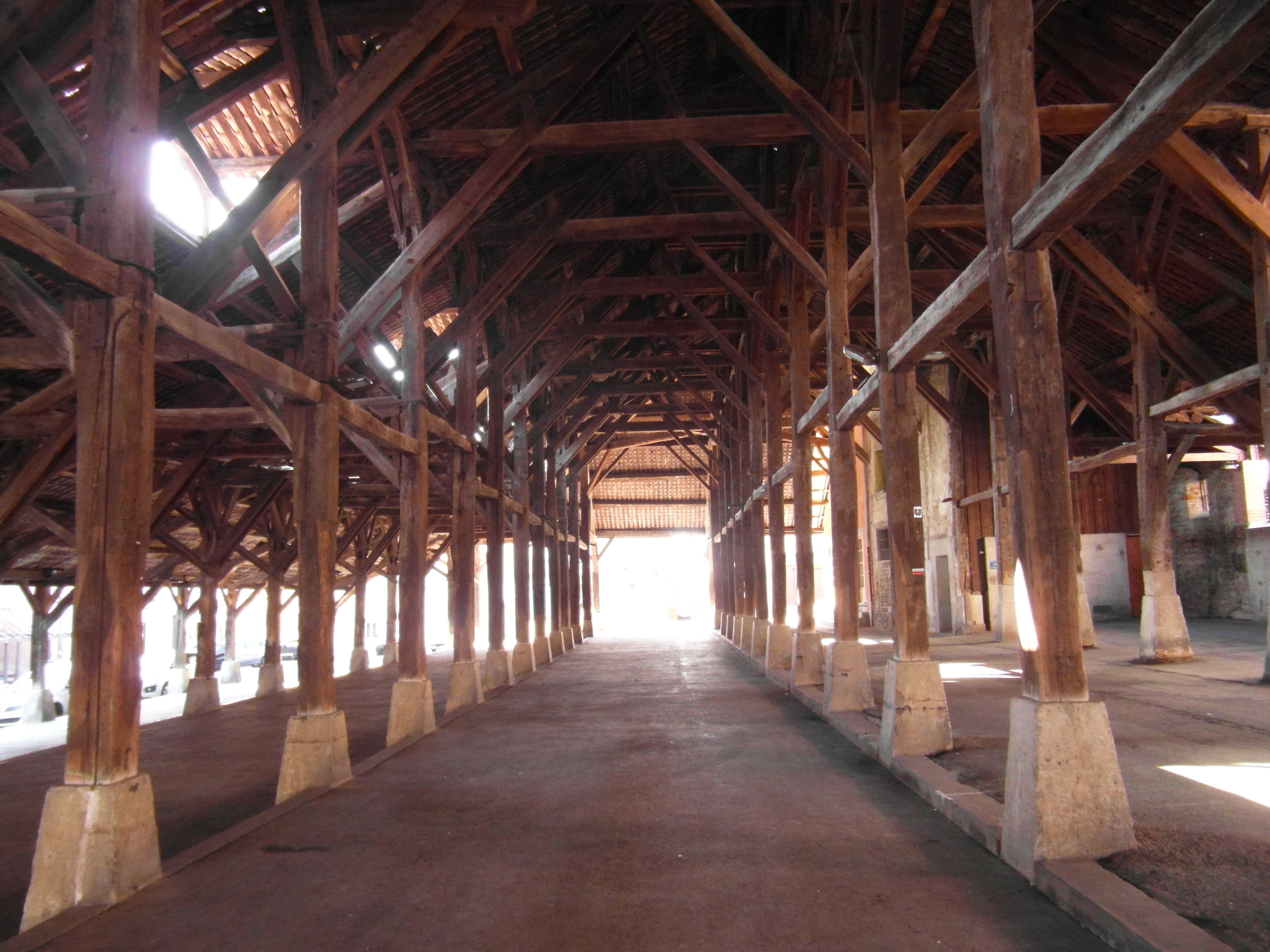
La Halle de La Côte-Saint-André vue intérieure
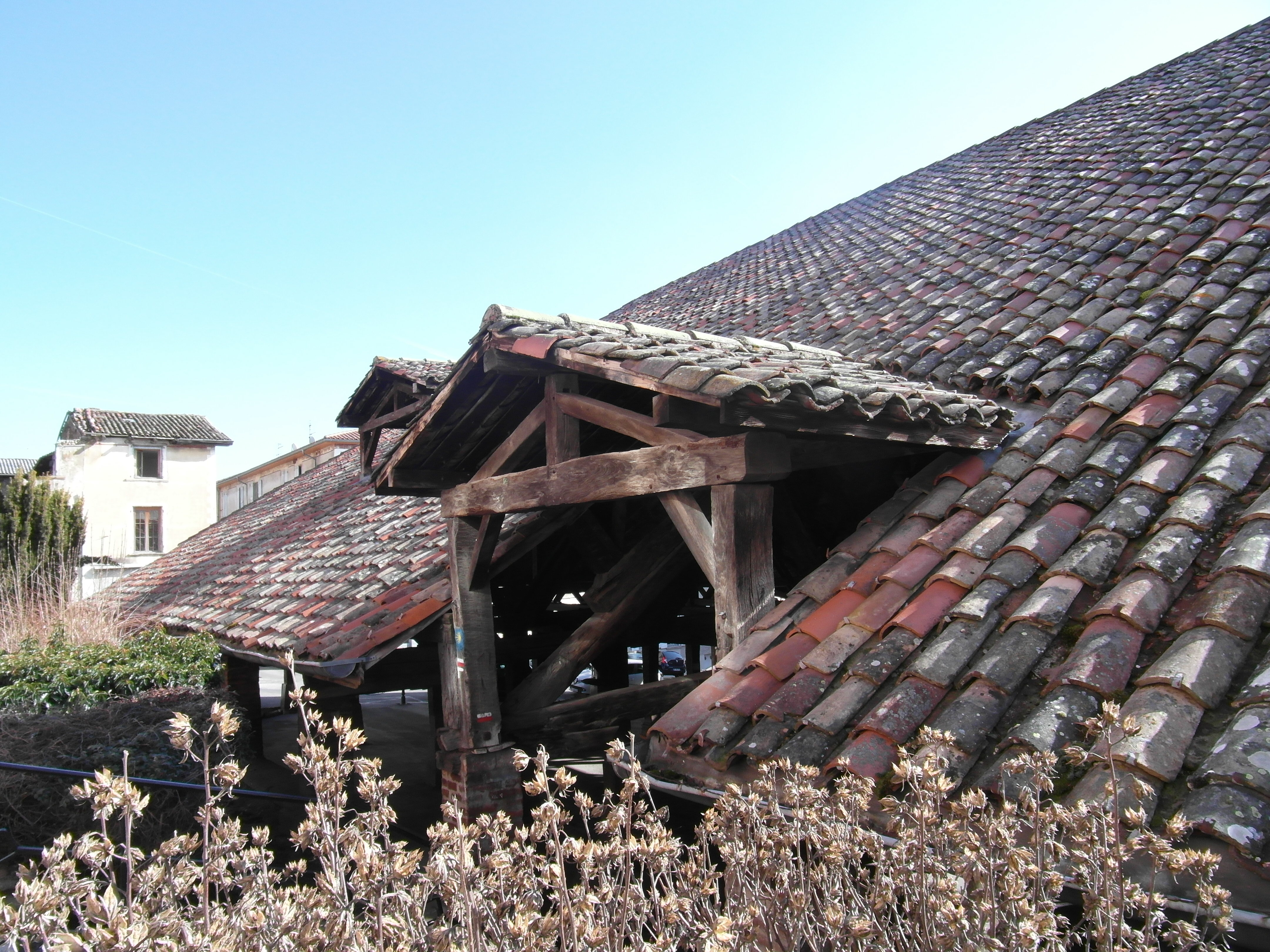
La Halle de La Côte-Saint-André, vue sur le toit et une lucarne
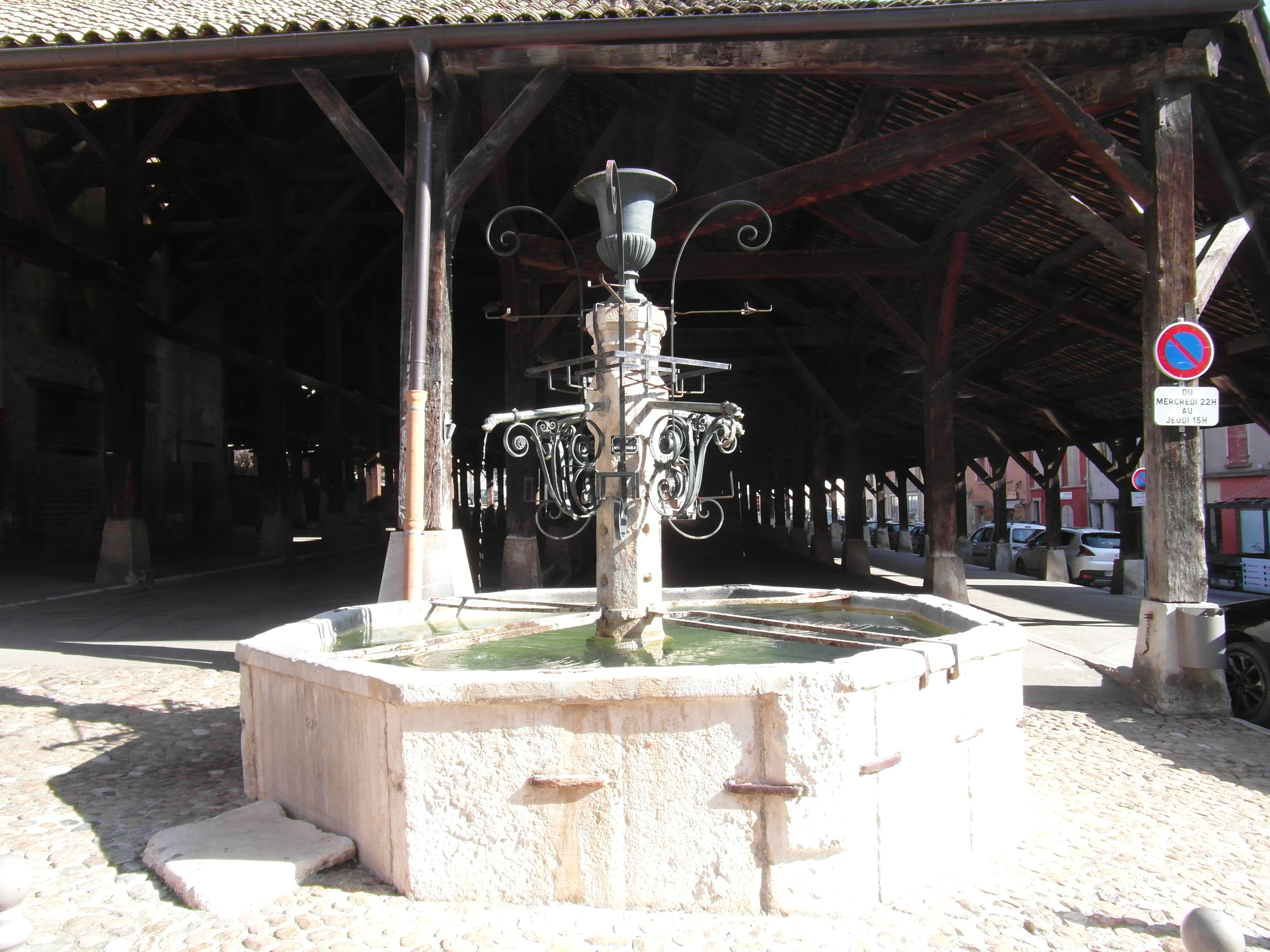
Fontaine de la Halle de La Côte-Saint-André depuis la rue
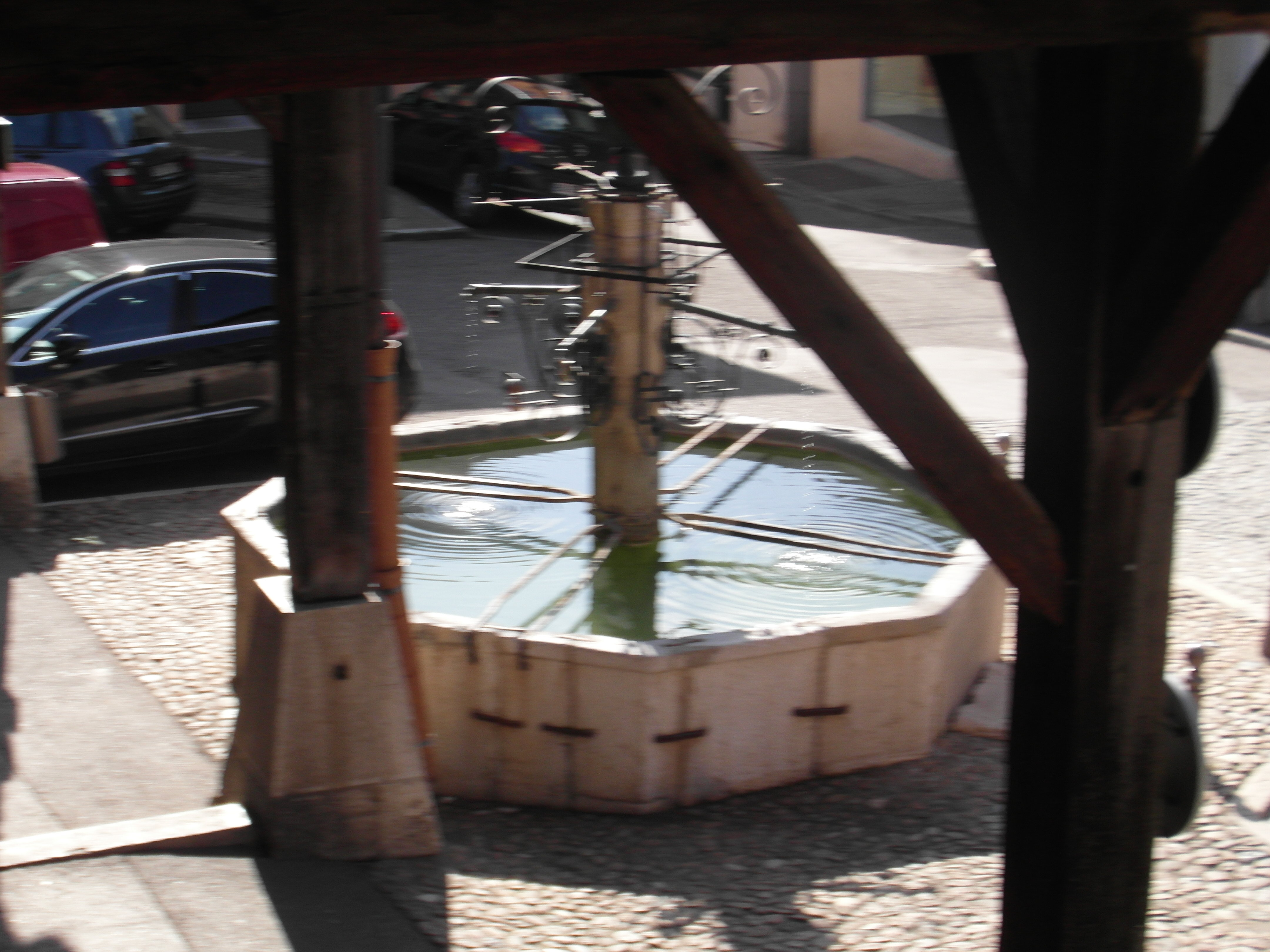
Fontaine de la Halle de La Côte-Saint-André depuis la maison mitoyenne

## Expositions et manifestations

### Festival Berlioz
Jusqu'en 2003, le site de la Halle accueillait l'ensemble des concerts liés au festival Festival Berlioz. Cependant, depuis 2004, le festival se déroule principalement sur le site du château Louis XI.